# Brad Miller (ishockeyspelare)
Brad Miller, född 23 juli 1969 i Edmonton, Alberta, är en kanadensisk ishockeyspelare.
Försvarsspelaren Miller spelade sammanlagt 82 NHL-matcher för Buffalo Sabres, Ottawa Senators och Calgary Flames. Resten av sin karriär spelade han för olika lag i WHL, AHL och IHL.